# Destrnik

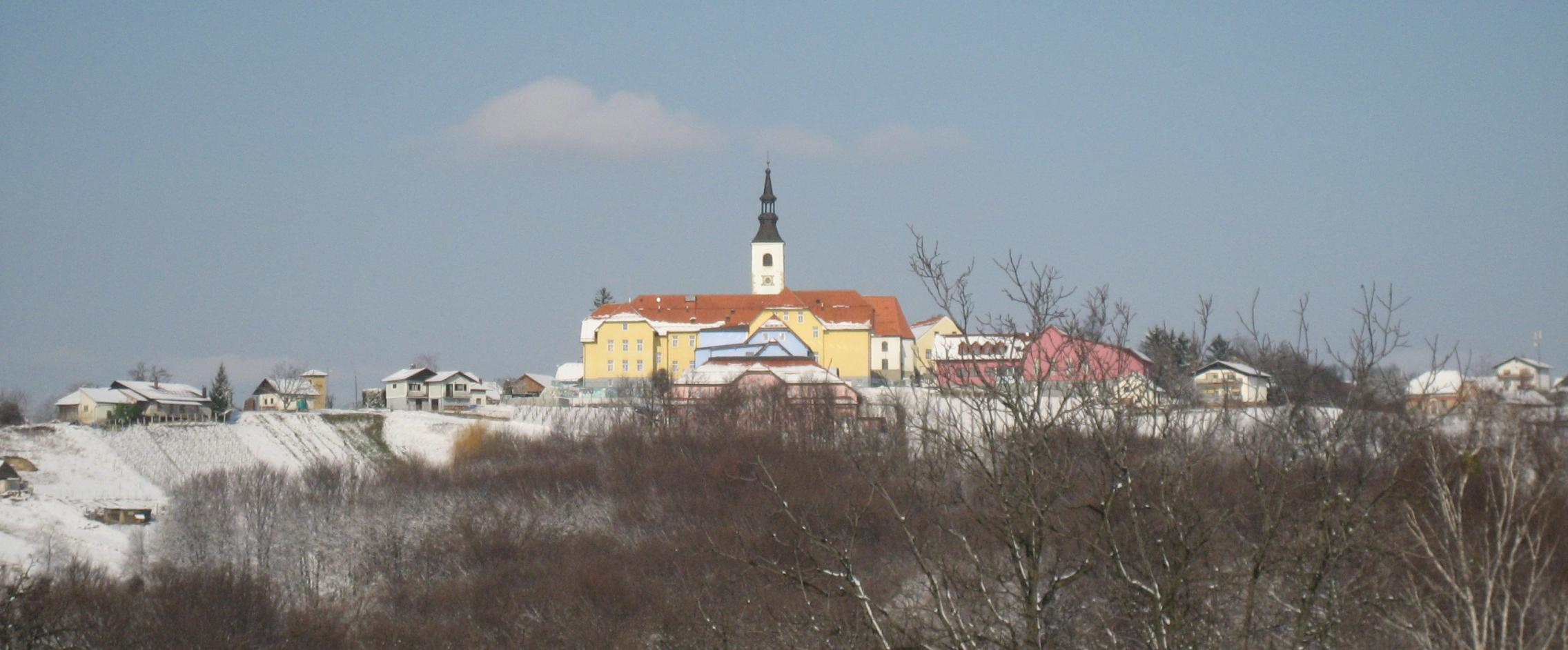
Kyrkan i Destrnik med Janežovski Vrh i förgrunden

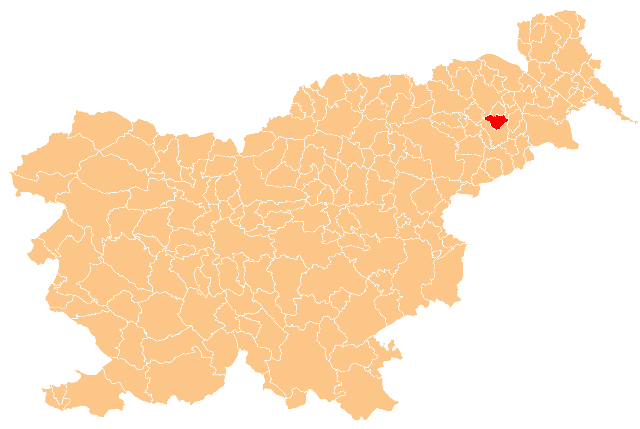
Destrniks läge i Slovenien.

Destrnik är en ort och kommun i Slovenien. Befolkningen i kommunen uppgick till 2 641 invånare den 31 december 2023. Själva centralorten hade 192 invånare i slutet av 2007, på en yta av 0,6 kvadratkilometer.
I närheten av centralorten Destrnik ligger samhället Janežovski Vrh.